# Guildford
Guildford – miasto w południowo-wschodniej Anglii, w hrabstwie Surrey, w dystrykcie (borough) Guildford, położone na południowy zachód od Londynu, nad rzeką Wey (prawy dopływ Tamizy). W 2001 roku miasto liczyło 69 400 mieszkańców. W mieście znajduje się uniwersytet (University of Surrey). Guildford jest wspomniana w Domesday Book (1086) jako Geldeford/Gildeford.
W mieście rozwinęły się przemysły: metalowy, samochodowy, włókienniczy oraz chemiczny.

## Galeria

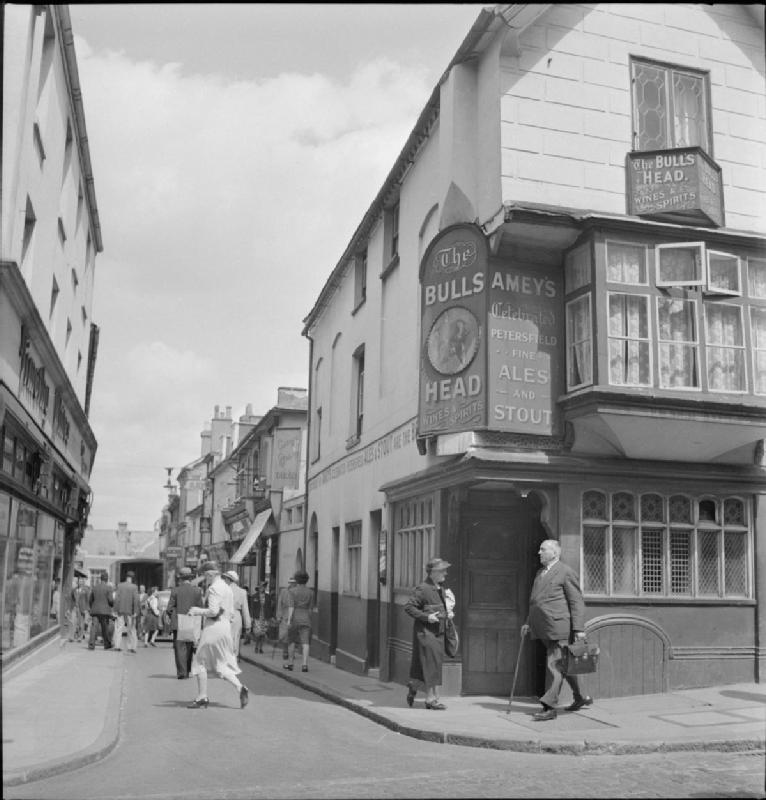
W latach II wojny światowej
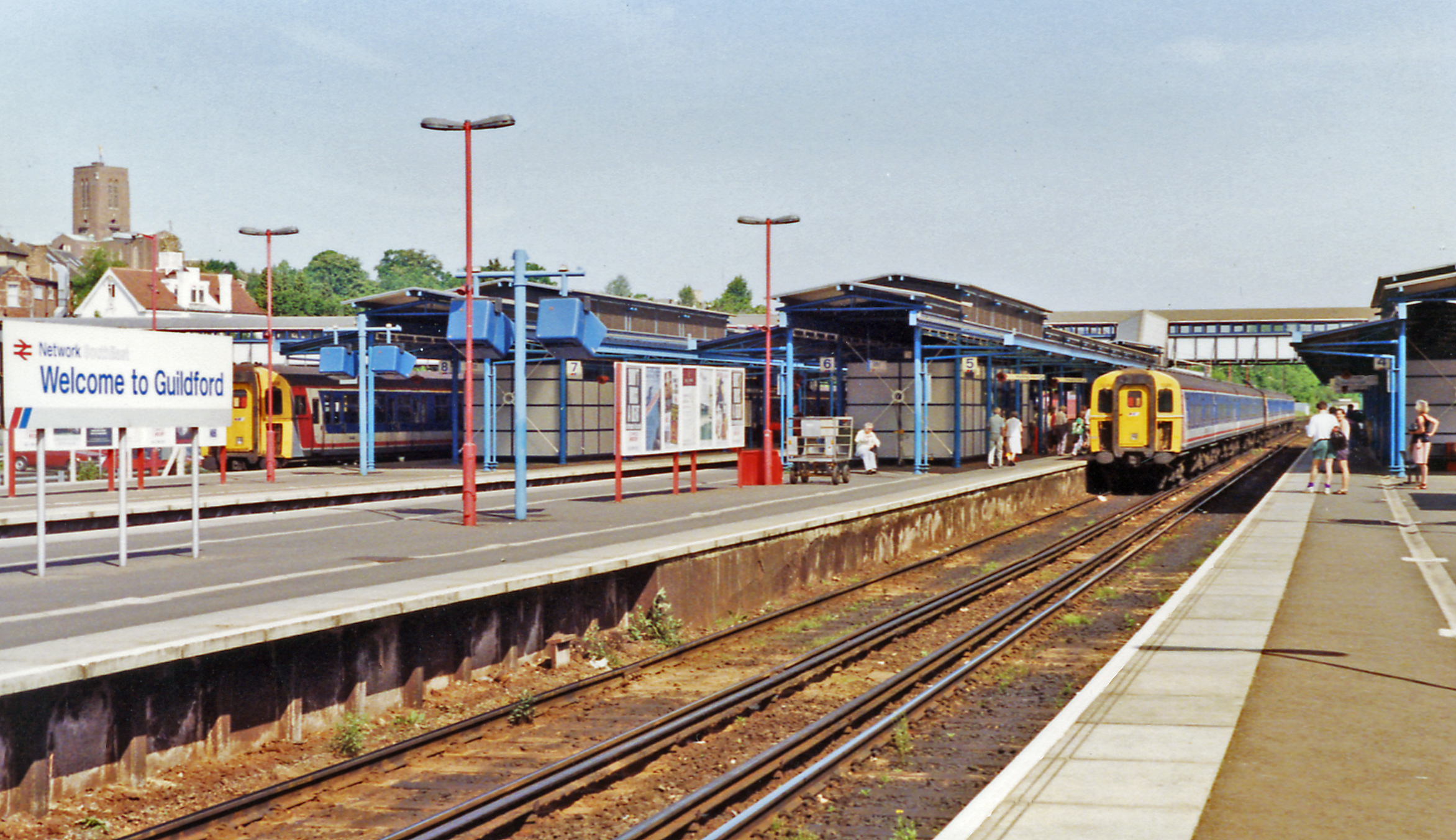
Stacja kolejowa
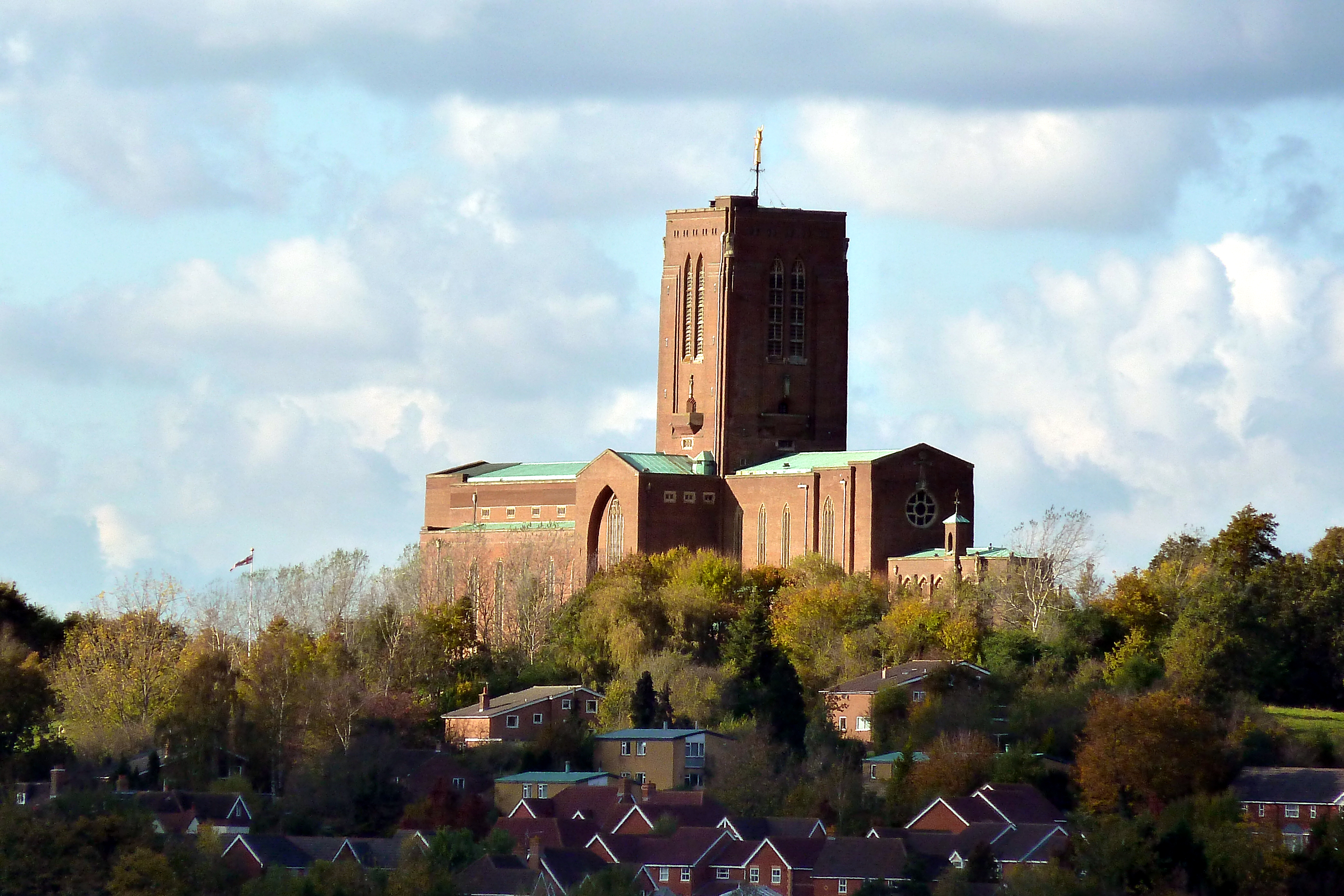
Katedra anglikańska
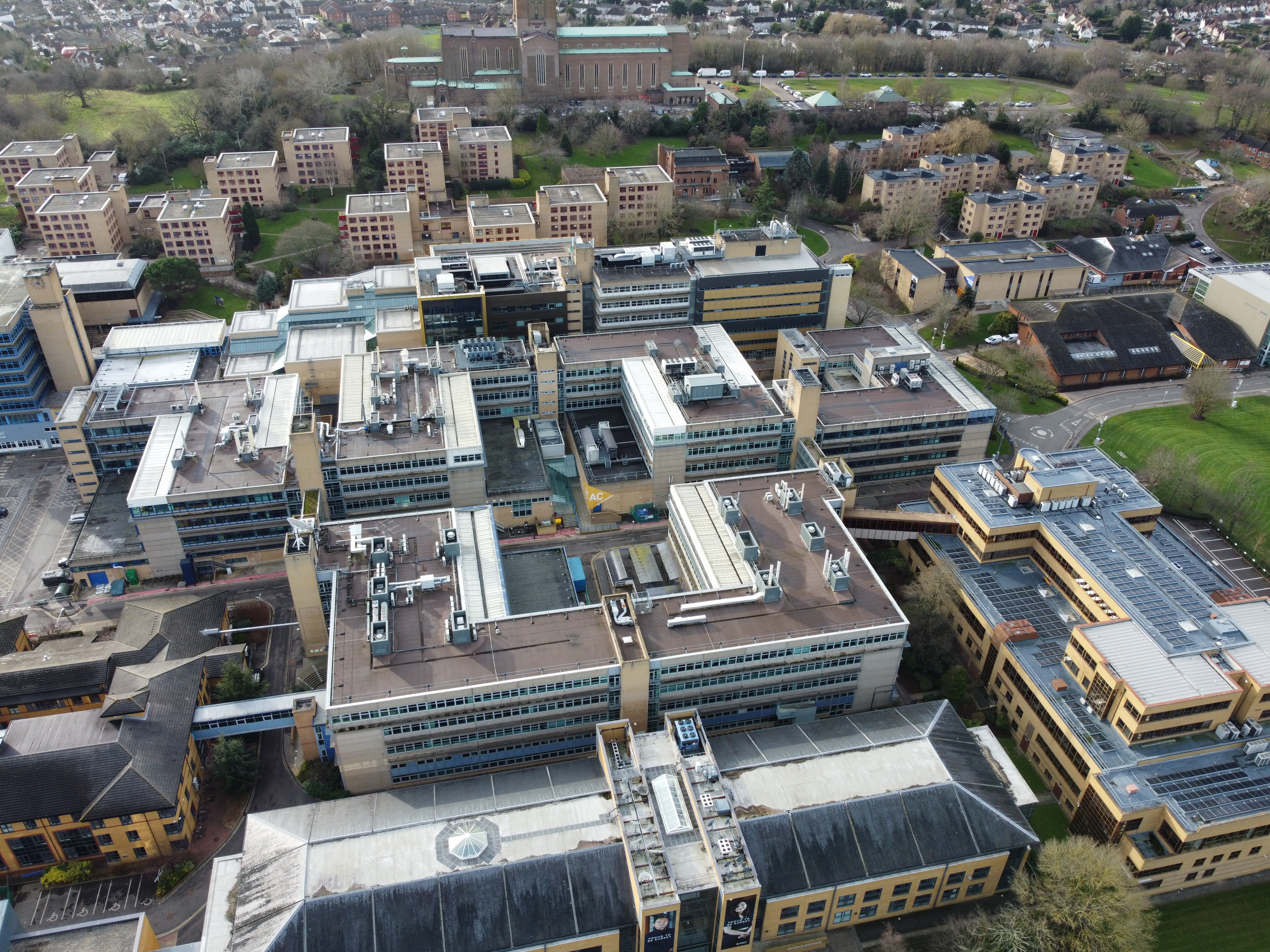
Uniwersytet